# Palazzo San Gervasio
Palazzo San Gervasio (Palazze in dialetto locale, fino al 1863 chiamata Palazzo) è un comune italiano di 4 290 abitanti della provincia di Potenza in Basilicata.

## Geografia fisica

### Territorio
Palazzo San Gervasio, cittadina situata nel nord-est della Basilicata su un altopiano compreso tra due valli, è circondata da una rigogliosa vegetazione e da numerose alture. Si trova a 482 m s.l.m.

### Clima
Il clima è di tipo temperato-sublitoraneo con estati calde e secche e inverni piuttosto freddi e umidi. Non è raro superare i 40° in estate e andare al di sotto dello zero in inverno. La media pluviometrica si aggira intorno ai 700 mm annui, con i picchi precipitativi nel periodo autunnale e invernale. I mesi estivi, invece, sono quelli più secchi. La neve fa la sua comparsa ogni inverno con una media di 20 cm/anno circa.
| Palazzo San Gervasio | Mesi | Mesi | Mesi | Mesi | Mesi | Mesi | Mesi | Mesi | Mesi | Mesi | Mesi | Mesi | Stagioni | Stagioni | Stagioni | Stagioni | Anno |
| Palazzo San Gervasio | Gen  | Feb  | Mar  | Apr  | Mag  | Giu  | Lug  | Ago  | Set  | Ott  | Nov  | Dic  | Inv      | Pri      | Est      | Aut      | Anno |
| -------------------- | ---- | ---- | ---- | ---- | ---- | ---- | ---- | ---- | ---- | ---- | ---- | ---- | -------- | -------- | -------- | -------- | ---- |
| T. max. media (°C)   | 8,6  | 9,7  | 12,7 | 17,0 | 22,0 | 27,3 | 30,9 | 31,4 | 26,7 | 19,9 | 14,4 | 11,0 | 9,8      | 17,2     | 29,9     | 20,3     | 19,3 |
| T. min. media (°C)   | 1,7  | 1,8  | 3,9  | 6,8  | 10,7 | 14,4 | 17,3 | 17,9 | 14,7 | 10,6 | 6,7  | 3,7  | 2,4      | 7,1      | 16,5     | 10,7     | 9,2  |

## Storia
La prima fonte storica è del 1082 e parla di un casale dipendente dal Complesso della Santissima Trinità di Venosa, casale che probabilmente è il Palatium costruito da Roberto il Guiscardo nel 1050, poi chiamato San Gervasio in onore del santo a cui era dedicata una chiesetta in un villaggio della zona, Cervarezza.
Alcuni studiosi come Giacomo Racioppi e Cesare Malpica hanno definito "storiche" le acque di Palazzo San Gervasio, sia per la Fons Bandusiae, celebrata nei versi di Orazio, sia per il torrente Valero, dove secondo la leggenda, sarebbero state sepolte le spoglie del console romano Valerio, sia per l'acquedotto, fatto costruire da Erode Ateniese, che convogliava e conduceva le acque fino a Canosa di Puglia.
Nel 1316 viene citato esplicitamente in un documento l'esistenza di un centro abitato denominato Terra o Villa Sancti Gervasii.
Divenne feudo durante il regno di Giovanna I di Napoli e il territorio fu chiamato Tenimento di Palazzo San Gervasio con il Castello.
Nel 1799 Palazzo fu uno dei primi comuni a piantare in piazza l'Albero della libertà e ad aderire alla Repubblica Napoletana .

### Simboli
Stemma
(Art. 2 c. 4 dello Statuto)
Gonfalone
(Art. 2 c. 4 dello Statuto)

## Monumenti e luoghi d'interesse

### Architetture religiose
- Chiesa madre di San Nicola del XIX secolo in stile romanico pugliese. Documenti attestano la sua esistenza già nel 1551. La chiesa è in tufo, a tre navate con la facciata a frontone due spioventi laterali. Il tutto adornato da tre rosoni. L'interno è a tre navate divise da colonne con capitelli in stile corinzio. Al suo interno vi sono statue lignee del XVI secolo e di cartapesta dei maestri cartapestai di Lecce. La chiesa fu ricostruita dopo il crollo della stessa verificatosi il 18 ottobre 1921.
- Chiesetta di San Rocco: piccolo pantheon privato, famiglia d'Errico. Costruzione risalente al 1753 ad opera della famiglia Lacci, passata di proprietà ai Pizzuti e successivamente al crollo per un terremoto, acquistata dal patriota Vincenzo d'Errico nel 1836 insieme ai terreni circostanti. Fu completamente ristrutturata e abbellita dal nipote Camillo, mecenate della Pinacoteca e Biblioteca d'Errico, che nel 1854 la trasformò in un piccolo pantheon per contenere le spoglie della sua famiglia. Fino alla metà del 1900 era visibilmente di forma ottagonale, indipendente su un piccolo colle ai margini dei bei giardini fatti creare dai d'Errico, con statue che adornavano sentieri, fontane e giochi d'acqua, grotte e alberi secolari tra cui grandi cedri del Libano. Successivamente all'espansione urbanistica e ai cambi di proprietà, l'antica villa retrostante la chiesetta fu divorata dalla cementificazione, mentre la cappella privata è stata inglobata nelle abitazioni adiacenti a due piani: sulla facciata si apre un portale settecentesco a timpano spezzato ed un piccolo rosone in alto. L'interno è a pianta ellittica e navata unica, la volta decorata con rosette in gesso concentriche e una colomba bianca centrale. L'altare fu realizzato in marmo policromo a intarsio, sormontato da una nicchia in cui è posta la statua in legno policromo di San Rocco, fatta eseguire dalla famiglia d'Errico nel 1859 da un artista potentino. La chiesetta è tuttora una cappella privata, in cui si trovano i monumenti marmorei nella parte sinistra, dedicati ad Agostino d'Errico, Governatore di Palazzo, un'iscrizione al patriota Vincenzo (che da il nome anche al grande piazzale antistante), sulla destra un bassorilievo che raffigura il profilo della poetessa Virginia, morta giovanissima e iscrizioni di altri illustri avi. Nel 2022 il piccolo pantheon è stato donato dagli eredi all'Ente Morale C. d'Errico, affinché ne avesse cura, lo valorizzasse e restaurasse di concerto con la Sovrintendenza. La chiesa viene comunque aperta in occasione delle celebrazioni religiose in onore di san Rocco e come da tradizione la sua statua concessa ai fedeli per essere portata in processione. (Fonte: Camilla Hoffmann d'Errico 2022)
- Chiesa del Santissimo Crocifisso del 1500, a tre navate in stile romanico. Costruita a ridosso delle abitazioni a cui è collegata tramite un arco ribassato, che permette il passaggio nel cortile della chiesa. Presenta una facciata semplice che si rifà al romanico con la particolarità di un portale centrale in pietra lavorata.
- Chiesa di San Sebastiano, risalente al XVII secolo è situata a ridosso delle abitazioni, lungo il corso principale. La facciata si presenta di forma rettangolare con il portale in pietra in stile tardo-rinascimentale, chiuso nella parte superiore da elementi decorativi costituiti da racemi e foglie. La chiesa è a navata unica con tre nicchioni laterali per lato, con volta tutto sesto. Al suo interno è ancora possibile ammirare un maestoso organo a mantice.
- Chiesa del Rosario (XVII secolo)
- Santuario della Madonna di Francavilla, situato nel bosco e costruito sulla chiesetta di Santa Maria di Sala.
- Chiesa del Purgatorio o Anime Purganti, costruita sui resti di una cappella della prima metà del '700, situata in fondo al vicolo del Purgatorio, fu acquistata dalla famiglia d'Errico per un voto ed annessa al palazzo di famiglia, sede dell'odierna Pinacoteca e Biblioteca, di cui fa parte.

### Architetture civili

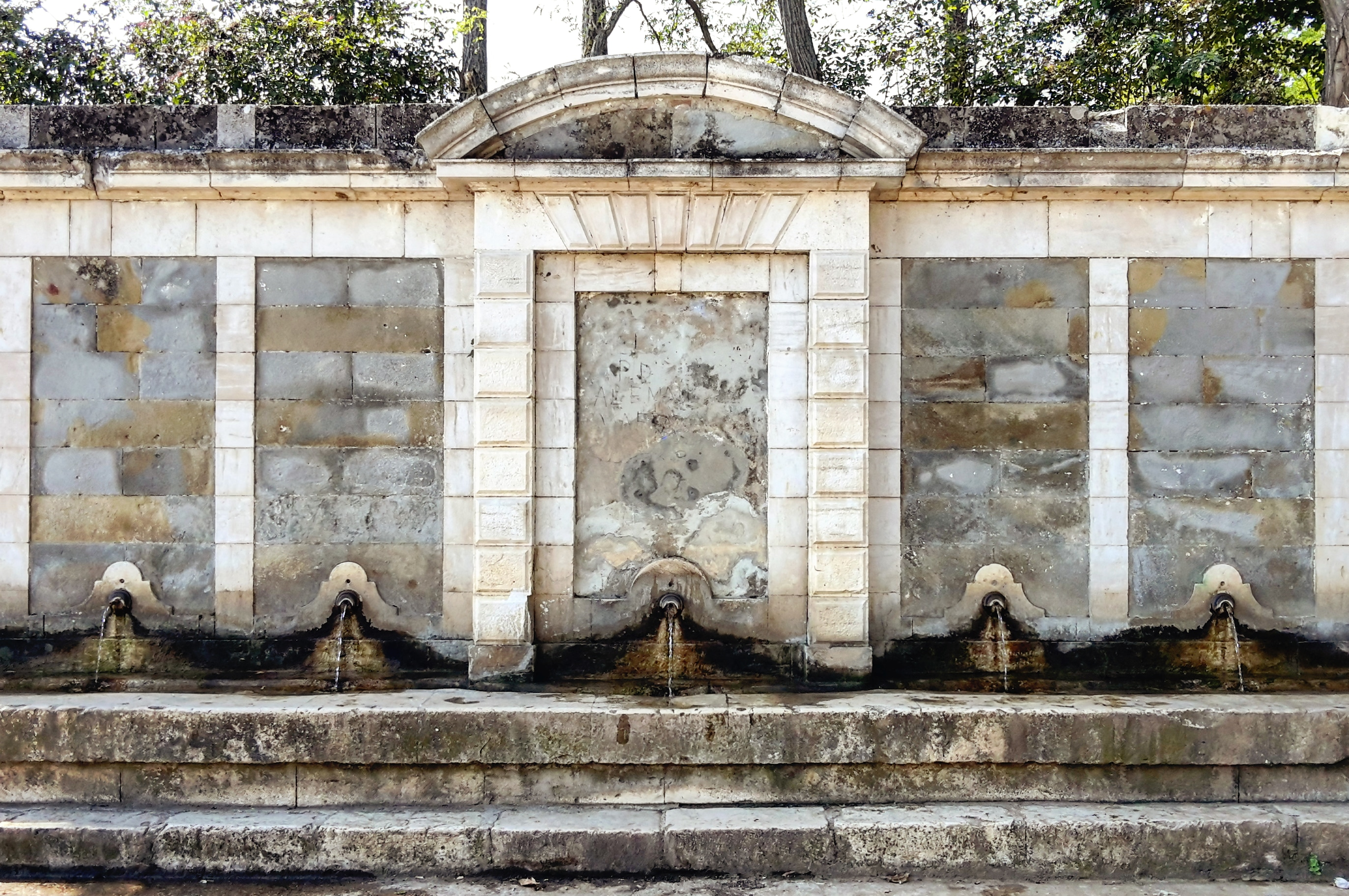
Palazzo San Gervasio, Fontana del Fico

Percorrendo le vie del paese si possono ammirare vari palazzi come Palazzo Mancinelli, Palazzo Lancellotti.con la cappella di famiglia, Palazzo Pizzuti e Palazzo d'Errico che costruito intorno al 1800, conserva interessanti dipinti del Sei-Settecento e preziose stampe del Cinquecento.

#### "Palatium Regium": il castello marchesale
Il castello di Palazzo San Gervasio risale all'epoca normanna, mentre il suo riattamento fu quasi certamente fatto eseguire su progetto di Federico II, che oltre a essere un grande condottiero e un sagace e accorto politico, fu pure un valente ingegnere.
La sua costruzione, come palatium regium, risale al 1050 circa; esso aveva prima forma quadrata, che è la forma tipica degli edifici militari normanni, con due torrioni ai lati a pianta quadrata e che, con il tempo e l'opera vandalica degli uomini, sono andati del tutto distrutti. Vi erano anche quattro bifore e una trifora centrali simili a una loggia, che ancor oggi si possono scorgere, anche se murate; in seguito il primitivo disegno architettonico fu completamente modificato.

### Altro
- Monumento ai caduti a montagna figurata[6]

## Società

### Evoluzione demografica
Abitanti censiti

### Lingue e dialetti
Il dialetto palazzese fa parte dei dialetti dell'area apulo-lucana, riscontrabili nella zona orientale e nord-orientale della Basilicata. Caratteristica del dialetto del Vulture-Melfese è la fonetica composta da vocali, in genere aperte.

## Cultura

### Istruzione

#### Pinacoteca e biblioteca "Camillo d'Errico"
Il 2 novembre 1897, due giorni dopo la sua morte, Camillo d'Errico lasciava alla comunità di Palazzo San Gervasio la più grande raccolta d'arte privata del Meridione: 298 tele del XVII e XVIII secolo, 500 stampe dello stesso periodo, 8.000 volumi della sua biblioteca (alcune serie uniche al mondo), più due palazzi prospicienti, alla collettività di questo paese. Camillo d'Errico fu uno dei più illuminati esponenti della sua famiglia, di nobili e antiche origini, proveniente da San Chirico nel Lagonegrese. Sindaco di Palazzo nel periodo postunitario, favorì il miglioramento delle condizioni di vita dei suoi concittadini con una serie di provvedimenti: introdusse l'illuminazione elettrica (uno dei primi comuni del Sud a esserne dotato); sistemò le strade; ampliò il cimitero; fondò una biblioteca comunale nel 1893.

#### Biblioteca "Joseph and Mary Agostine"
Nel 1978, si destinava la somma di un milione di dollari per l'istituzione in Palazzo San Gervasio, di una biblioteca intestata a “Joseph and Mary Agostine Memorial Library”. Ben due testamenti, con uguale contenuto, toccarono, questa collettività nel Nord-Est della Basilicata.

#### Scuole
A Palazzo San Gervasio è presente il Liceo linguistico e l'Istituto tecnico commerciale e per programmatori informatici "Camillo d'Errico", annesso all'Istituto d'istruzione secondaria superiore "Giuseppe Solimene" di Lavello (PZ) dal 2019.
Sono inoltre presenti tre scuole materne, di cui due statali e una privata, la scuola elementare "Don Bosco" e la scuola media "Galileo Galilei".

### Cinema
Nel 1963 fra Palazzo San Gervasio e la vicina cittadina di Minervino Murge è stato girato il film I basilischi, per la regia di Lina Wertmüller, film debutto della regista che vinse la Vela d'argento al Festival di Locarno del 1963 oltre ad altri premi - in seguito - anche a Londra e a Taormina.
Nel 1996 è stato invece girato il film Ninfa plebea, sempre per la regia di Lina Wertmüller con Stefania Sandrelli, Raoul Bova, Lorenzo Crespi, e le musiche di Ennio Morricone.

### Cucina
Prodotti tipici di Palazzo sono i dolci natalizi come i Couzuncigghjə (calzoncelli, con ripieno di pasta di ceci cotti nel vin cotto di fichi o vino), u' Còzonə (il calzone, con mandorle, noci e fichi secchi), i Crəspegghjə (le crespelle, con vin cotto oppure con miele), i Pèttələ (pettole) ossia frittelle fatte con pasta di farina lievitata e lavorata, che la tradizione vuole per la vigilia di Natale. Sempre tra i dolci, si ricordano la Scarcegghjə (la scarcella), dolce con uovo sodo, della tradizione pasquale che prende forme diverse a seconda che sia preparato per bambini o per bambine e i Laghənə chə məgghieichə (lagane con la mollica) tipici delle feste pasquali.
Tra le specialità gastronomiche palazzesi troviamo inoltre il Sanguinaccio dolce: crema fatta con sangue di maiale con l'aggiunta di ingredienti come vaniglia e cacao amaro e le Ciambelleinə(ciambelle): una ciambella glassata, tipico dolce nuziale.
Fra i primi piatti invece vanno menzionate le orecchiette al sugo di coniglio, e i Capondə (capunti): particolare tipo di pasta fatta in casa.
Un'altra specialità caratteristica del paese sono i peperoni cruschi, cioè croccanti (Iavəlicchjə): peperoni rossi essiccati che vengono scottati nell'olio d'oliva, spesso utilizzati come condimento nella pasta o in altri cibi. Un piatto d'onore della Pasquetta è il cosiddetto "vredett" (brodetto) preparato con finocchietto selvatico, brodo e carne d'agnello e con l'aggiunta di uova.
Il territorio è incluso nella zona di produzione dell'Aglianico del Vulture DOC e dell'Aglianico del Vulture Superiore DOCG, quindi produce uve aglianico e vini eccellenti.

## Infrastrutture e trasporti

### Strade
- Strada statale 168 di Venosa
- Strada provinciale 21 delle Murge
- Strada statale 655 Bradanica - uscite Palazzo San Gervasio/Spinazzola e Palazzo San Gervasio/Montemilone

### Ferrovie
- Stazione di Palazzo San Gervasio-Montemilone (chiusa)

### Mobilità urbana
I trasporti interurbani del comune vengono svolti con autobus di linea gestiti da Sita.